# Каплино (Белгородская область)
Каплино — село в Старооскольском районе Белгородской области. Входит в состав Федосеевской сельской территории.

## География
Каплино расположено в центральной части России, на южных склонах Среднерусской возвышенности. Оно является северной окраиной города Старый Оскол. Расстояние до Старого Оскола составляет 5 км.

## История
В документах за 1746 год упоминается как «деревня Каплина — казённое и владельческое поселение»
О названии села говорится так: «Строили поселения совместно: дворов пять-десять. Сплошного поселения не было. Вот почему ныне село и получило название Каплино — каплями разбросано селение».
В «Списках населённых мест Курской губернии по сведениям 1862 года» упоминается как село Старооскольского уезда при реке Оскол, в котором насчитывалось 232 двора, проживало 2817 человек, имелись православная церковь и мельница и располагалась становая квартира.
Основным промыслом местных крестьян было витьё верёвок. Во второй половине XIX века была основана Канатная фабрика. Она объединяла в себе 200 кустарей-одиночек. Окончательно введена в эксплуатацию в 1868 году.
В том же году в Каплино на средства прихожан была построена церковь во имя Покрова Пресвятой Богородицы, имевшая один престол и разрушенная в годы Октябрьской революции.
После реформ 1861 года село вошло в состав Барановской волости. По данным на 1880 год в нём было 277 дворов и проживал 2071 человек. Согласно переписи 1897 года население села составляло 2520 человек, все православные.
Советская власть в Каплино была установлена в декабре 1917 года. Летом 1918 года начали организовывать комитеты деревенской бедноты (комбеды).
В середине 1920-х годов был создан колхоз «Путь Октября». В начале 1930-х годов произошла коллективизация сельского хозяйства. В то же время Каплино стало центром сельсовета, объединяющего села: Каплино, Нижне-Каплино, Средне-Каплино и выселки Донбасс.
22 июня 1941 года началась Великая Отечественная война. С июля 1942 года по январь 1943 года Каплино находилось в оккупации. 24 января 1943 года началось наступление советских войск. В районе сёл Горшечное, Набокино, Каплино было окружено до 9 немецких и 2-х венгерских дивизий. 26 января часть 107-й стрелковой дивизии под командованием полковника Бежко начали наступление на Старый Оскол и пригородные слободы, где оборонялись части 26-й немецкой пехотной дивизии. Жестокие бои проходили у канатной фабрики. Только за 1 февраля было уничтожено до 600 гитлеровцев и около 800 взято в плен. В итоге, 27 января 1943 года сёла Каплино и Федосеевка были освобождены от немецко-фашистских захватчиков. Освобождая село, погибли 150 человек из 2-х дивизий.
Каплино — родина трех генералов, отличившихся в годы Великой Отечественной войны: генерал-майора И. З. Пашкова, генерал-майора Н. М. Фаустова (1898—1976) и генерал-майора Г. К. Черных (1898—1961).
В 1954 году Каплино в составе Старооскольского района вошло в состав новообразованной Белгородской области.
В 1976 году к старому зданию Каплинской средней школы достроено новое здание.
В 1997 году в Каплино насчитывалось 676 личных хозяйств и 1406 жителей.

## Население
| 2002 | 2010  |
| ---- | ----- |
| 1124 | ↗1229 |

## Известные уроженцы
- Пашков, Иван Захарович (8 октября 1897 — 27 декабря 1981) — советский военный деятель, генерал-майор (1942 год).
- Фаустов, Анатолий Степанович (12 декабря 1929 — 27 августа 2017) — доктор медицинских наук, профессор, ректор ВГМУ (1984—1999).
- Черных, Григорий Кузьмич (20 декабря 1898 — 20 мая 1961) — советский военный деятель, генерал-майор (1943).
- Чесноков, Дмитрий Иванович (25 октября 1910 — 17 сентября 1973) — советский философ, партийный деятель. Член Президиума ЦК КПСС (1952—1953). Глава Государственного комитета по радиовещанию и телевидению при Совете Министров СССР (1958—1959). Доктор философских наук (1951), профессор (1952). Академик АПН СССР (1968).